# Nyköpings Boll- och Idrottsällskap
Il Nyköpings Boll- och Idrottsällskap, generalmente abbreviato in Nyköpings BIS o semplicemente Nyköping, è una società calcistica svedese con sede a Nyköping. Milita attualmente in Division 1, la terza serie del campionato svedese. Disputa le proprie partite casalinghe al Rosvalla IP.

## Storia
La nascita del club deriva dalla fusione di due società preesistenti, il Nyköpings SK e il Nyköpings AIK, che nel 1966 formarono un unico club.
Nel corso della sua esistenza, la squadra ha militato perlopiù in terza e quarta serie nazionale. Tuttavia, nel periodo compreso fra il 1971 e il 1980, ha collezionato 10 partecipazioni consecutive al campionato di Division 2, che all'epoca corrispondeva alla seconda serie nazionale. Un'ulteriore apparizione nel torneo cadetto si è registrata nel 1984, ma in quel caso la retrocessione fu immediata.

## Palmarès

### Competizioni nazionali
- Division 2: 1

2012

### Altri piazzamenti
- Coppa di Svezia:

Semifinalista: 1969-1970